# Barbara Deppert-Lippitz
Barbara Deppert-Lippitz (* 3. Oktober 1939 in Kublitz, Pommern, als Barbara Lippitz; † 18. Juli 2023 in Frankfurt am Main) war eine deutsche Klassische Archäologin sowie Sachverständige für klassische Antiken und bei der Rückführung illegal erworbener Kulturgüter.

## Leben
Barbara Lippitz wurde 1939 in Kublitz in Pommern als zweites Kind des Landwirts Kurt Lippitz und seiner Ehefrau Johanna (geb. Lange) geboren. Sie wuchs in ihrem Geburtsort auf, von dem die Familie 1945 fliehen musste. Von 1945 bis 1947 lebten sie in einem Flüchtlingslager in Dänemark, bevor die Familie nach Frankfurt am Main zog. Dort besuchte Lippitz die Ziehenschule.
1961 begann sie an der Universität Frankfurt ein Studium der Klassischen Archäologie, provinzialrömischen Archäologie und Alten Geschichte und wurde dort 1969 mit einer Arbeit über römischen Goldschmuck promoviert. Spezialisiert war sie auf griechischen und römischen antiken Schmuck.
1990 begann sie eine Ausbildung zur Gerichts- und Privatgutachterin am Institut für Sachverständigenwesen in Köln. Im Jahr darauf erfolgte die Zulassung zur bestellten und vereidigten Sachverständigen für Klassische Antiken. 2005 wurde sie ebenfalls Sachverständige bei der Rückführung illegal erworbener Kulturgüter.
Ab 2006 arbeitete sie mit der Generalstaatsanwaltschaft am Appellationsgericht Alba Iulia in Rumänien – unter Führung des damaligen rumänischen Generalstaatsanwaltes Augustin Lazar – zusammen, um Grabräuber rumänischen Kulturerbes vor Gericht zu bringen und die Fundstücke zurückzuerwerben. Die über Jahre laufenden Ermittlungen zu Herkunft und Verbleib mehrerer Armreifen in Form von Goldspiralen aus der antiken dakischen Kultur führten letztlich zur Verhaftung von 33 Menschen. 13 von ursprünglich 24 Spiralen aus Raubgrabungen im Umfeld der archäologischen Stätte Sarmizegetusa Regia konnten nach Bukarest zurückgeführt werden. Die Goldspiralen galten als archäologische Sensation. Sie wurden erstmals 2011 in einer Ausstellung im Nationalmuseum der Geschichte Rumäniens präsentiert und wurden Teil der Dauerausstellung. Das Engagement und die Expertise von Deppert-Lippitz bei der Suche und der archäologischen Klärung der Bedeutung galt in Rumänien als wesentlich für den Erfolg.
Von 2012 bis zu ihrem Tod engagierte Deppert-Lippitz sich im Verein Freunde Frankfurts, zunächst als Geschäftsführerin, dann als Vorsitzende und zuletzt als Ehrenvorsitzende.
Verheiratet war sie mit dem Archäologen und Antikenhändler Kurt Deppert (1926–1994).

## Ehrungen und Auszeichnungen
2007 wurde ihr von der Universitatea „1 Decembrie 1918“ Alba Iulia die Ehrendoktorwürde verliehen. 2008 wurde sie zum Offizier des „Ordinul Meritul Kultural“ (Kultur-Verdienst-Orden) Rumäniens ernannt. Beide Auszeichnungen wurden für „besondere Verdienste“ bei der Rückführung rumänischer Kulturgüter verliehen.
2024 wurde ihr zu Ehren am Muzeul Național al Unirii din Alba Iulia eine internationale Konferenz unter dem Titel „Patrimonium 2024“. In memoriam Dr. h.c. Barbara Deppert-Lippitz abgehalten.

## Publikationen (Auswahl)
- (als Bärbel Pfeiler): Römischer Goldschmuck des ersten und zweiten Jahrhunderts n. Chr. nach datierten Funden. Zabern, Mainz 1970 (Dissertation).
- Goldschmuck der Römerzeit. Ausgewählte Stücke aus den Sammlungen des Römisch-Germanischen Zentralmuseums. Römisch-Germanisches Zentralmuseum, Mainz 1984, DNB 850275768.
- Die Münzprägung Milets vom vierten bis ersten Jahrhundert v. Chr (= Typos. Nr. 5). Sauerländer, Aarau 1984, ISBN 3-7941-2569-X.
- Goldschmuck der Römerzeit im Römisch-Germanischen Zentralmuseum (= Kataloge vor- und frühgeschichtlicher Altertümer. Band 23). Dr. Rudolf Habelt, Bonn 1985, ISBN 3-7749-2236-5.
- Griechischer Goldschmuck (= Kulturgeschichte der antiken Welt. Nr. 27). von Zabern, Mainz am Rhein 1985, ISBN 3-8053-0479-X.
- mit Astrid Schürmann, Barbara Theune-Großkopf, Rüdiger Krause: Die Schraube zwischen Macht und Pracht: das Gewinde in der Antike. Thorbecke, Sigmaringen 1995, ISBN 3-7995-3628-0 (Mit einem Vorwort von Reinhold Würth und einer Einführung von Dieter Planck).
- Ancient gold jewelry at the Dallas Museum of Art. Dallas Museum of Art in association with the University of Washington Press, Dallas 1996, ISBN 0-936227-19-2.
- The Gift of the Gods. Jewelry from the Ancient World. Fortuna Fine Arts, New York 1998 (Verkaufskatalog).
- Spirale dacice din aur din Munţii Orăştiei / The Dacian Gold Spirals from the Orăştiei Mountains / Dakische Goldspiralen aus den Orăştiei Bergen. In: Augustin  Lazar, Barbara Deppert-Lippitz, Paolo Georgio Ferri u. a. (Hrsg.): Combaterea criminalităţii contra patrimoniului arheologic european / Combating the criminality against the European archaeological heritage. Proceedings of the International Conference on Combating the Criminality against the European Archaeological Heritage, Alba Iulia, 28-31 May 2007. Patrimonium, Bukarest 2008, S. 203–288 (Digitalisat [PDF]).
- mit Fritz Mamier: Antike geschnittene Steine von Ägypten bis Afghanistan. Tauberverlag, Schwielowsee 2015, ISBN 978-3-943462-12-8.
- Hans-Otto Schembs: ... mit unerbittlichem Enthusiasmus und Autorität. Zehn Aufsätze zu Frankfurt (überarbeitet von Barbara Deppert-Lippitz). Hrsg.: Clemens Greve, Barbara Deppert-Lippitz (= Mäzene, Stifter, Stadtkultur. Band 15). Frankfurter Bürgerstiftung im Holzhausenschlösschen, Frankfurt am Main 2016, ISBN 978-3-934123-25-0.

## Dokumentarfilm
- The Hunt for Transylvanian Gold, Rumänien 2017, Regie Andrei-Nicolae Teodorescu, 50 Minuten, (englisch/rumänisch). Eine deutsche Synchronfassung unter dem Namen Die Jagd nach den goldenen Armreifen wurde in ZDFinfo am 13. Juli 2019 erstausgestrahlt.[4][11]